# Jezgrin matriks
Jezgrin matriks je jedna od struktura koja čini staničnu jezgru.
Mreža je vlakana koja se nalaze kroz unutrašnjost stanične jezgre. Ponešto je analogna staničnom kosturu. Od njega se razlikuje po tome što se smatra da je matriks vrlo dinamična struktura, nešto poput dinamične spužve s otvorenim odjeljcima za slobodnu difuziju molekula u jezgri. Jezgrin matriks zajedno s laminom pomaže u organiziranju genske informacije unutar stanice.
Točna funkacija još je predmet sporova, a u nedavnoj prošlosti samo postojanje dovodilo se u pitanje. Dokaz za takvu strukturu prepoznat je davno. Još 1948. (Zbarskii i Debov), a kao posljedica toga otkrivene su mnoge bjelančevine u svezi s matriksom. Nazočnost unutarjezgrenih bjelančevina je uvelike neosporiva. Priznato je da bjelančevine kao što je Scaffold, odnosno bjelančevine u svezi s matriksom (Matrix Associated Proteins, SAR ili MAR) imaju ulogu u organiziranju kromatina. Postoje dokazi da je jezgrin matriks uključen u reguliranje genskog izražaja Arabidopsis thaliane.